# 己酸丙酯
己酸丙酯（英語： 或 ），是一种有机化合物，分子式C9H18O2，属于羧酸酯，可通过正己酸与正丙醇的酯化反应合成。